# 斯坦诺陨击坑
斯坦诺陨击坑(Steno)是火星南海区的一座撞击坑，其中心坐标位于南纬68度、西经115.6度，直径106.9公里（66.4英里），它的名称取自丹麦解剖学家暨地质学家尼古拉斯·斯坦诺，1973年被国际天文学联合会行星系统命名工作组批准接受。

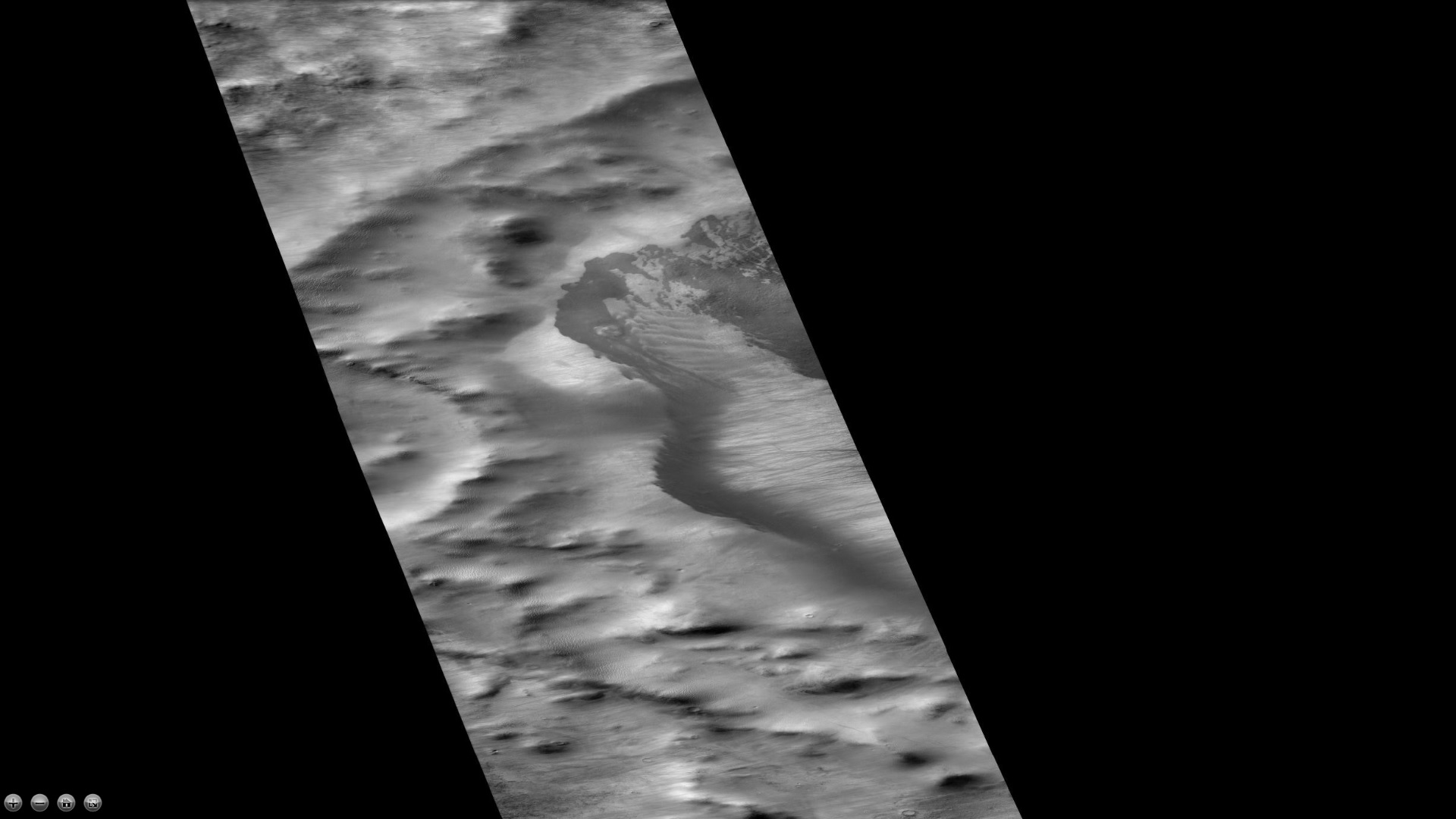
火星勘测轨道飞行器背景相机拍摄的斯坦诺陨击坑的西部区。

## 另请查看
- 火星撞击坑